# И-220
И-220 (ИС) — единственный самолёт авиаконструктора А. В. Сильванского.

## История
А. В. Сильванский после смерти Д. П. Григоровича возглавил оставшееся без руководителя конструкторское бюро. Одноместный истребитель или фоторазведчик сконструировал вместе со сподвижником И. П. Лемишевым (Леминовским) (впоследствии бежавшим в 1941 в США и перешедшим на работу в фирму И. И. Сикорского).
Самолет внешне напоминал И-16, но отнюдь не обладал его достоинствами. Данное сходство можно объяснить тем, что Сильванский в бытность свою на заводе № 153 имел доступ к чертежам ряда неосуществлённых проектов Поликарпова. Перед отправкой на комиссию был целиком покрашен в красный цвет. Испытания проводили С. А. Корзинщиков, Е. Г. Уляхин, А. Н. Гринчик, В. Т. Лисин, некоторые из которых впоследствии комментировали лётные качества самолёта непечатным образом. Марк Галлай описывал испытания в ЛИИ так:
— Я вам сейчас такой пилотаж покажу, что ахнете! — скромно пообещал окружающим Л., садясь в машину.
Но пилотажа он не показал. Его полёт заставил по-настоящему перепугаться не только нас, но и самих создателей этого удивительного аэроплана.

С трудом оторвавшись от земли, Л. еле-еле перетянул деревья, росшие за аэродромом, и так, на бреющем полёте, скрылся из глаз. У него не было квалификации Гринчика, позволившей быстро нащупать тот единственный режим полёта, на котором машина набирала хотя бы полторы сотни метров высоты. Время от времени Л. дёргал самолёт вверх, отчаянно пытаясь оторвать его от гибельного соседства с землёй, но, как и следовало ожидать, никакого эффекта эти конвульсивные рывки не давали — машина тут же вновь проседала вниз. Так, едва не задевая наземные препятствия, Л., наконец, замкнул круг, отнюдь не ставший для него кругом почёта, и вышел на аэродром. Приземлившись (благо для этого ему только и пришлось, что даже не убрать, а лишь чуть-чуть прибрать газ: земля и так была прямо под колёсами), он поднял очки на вспотевший лоб, дрожащими пальцами расстегнул привязные ремни, вылез из кабины и, не говоря ни слова, уехал с аэродрома. На этом эпопея и закончилась…
По итогам испытаний руководство ЦАГИ передало в народный комиссариат авиационной промышленности своё заключение, после ознакомления с которым новый народный комиссар авиационной промышленности А. И. Шахурин приказал КБ Сильванского разогнать, опытный образец И-220 передать в МАИ как учебное пособие факультета самолётостроения (чтобы будущие авиационные инженеры знали, как не надо проектировать), а самого главного конструктора привлечь к уголовной ответственности за вредительство.

## Технические характеристики
- Размах крыла, м = 9.00
- Длина, м = 6.63
- Высота, м = ?
- Площадь крыла, м² = 14.00
- Масса, кг:
  - пустого самолёта = 1975
  - взлётная = 2445
- Тип двигателя = 1 ПД М-88 (или М-87А)
- Мощность, л. с. = 1 х 1100
- Максимальная скорость , км/ч
  - у земли = 510
  - на высоте = 585
- Практическая дальность, км = 575
- Максимальная скороподъёмность, м/мин = ?
- Практический потолок, м = 10850
- Экипаж = 1
- Вооружение = две пушки ШВАК или два пулемёта ШКАС